# Maarten Grobbe
Martent (Maarten) Grobbe (Zwolle, 17 mei 1902 – Rotterdam, 13 mei 1961) was een Nederlands voetballer.

## Biografie
Grobbe speelde voor Excelsior Rotterdam. Van 1928 tot 1929 speelde Grobbe in twee wedstrijden voor het Nederlands elftal, waarvan de eerste in 1928 tegen Egypte. Op 12 juni 1929 speelde hij in Noorwegen zijn tweede en laatste interland (4-4).
Na zijn voetballer carrière was Grobbe als trainer onder meer werkzaam voor VOC en RVV COAL.
Grobbe overleed op 13 mei 1961.